# ホアン・アイケルバーガー
ホアン・タイロン・アイケルバーガー（Juan Tyrone Eichelberger, 1953年10月21日 - ）は、アメリカ合衆国出身の元プロ野球選手（投手）。

## 経歴
カリフォルニア大学バークレー校から1975年、サンディエゴ・パドレスに入団。1978年、メジャーリーグ昇格を果たし先発投手としてパドレス時代には2年間で15勝を挙げる活躍をした。1983年、クリーブランド・インディアンスに移籍。1988年、アトランタ・ブレーブスにて5年ぶりのメジャー昇格を果たすも、シーズン終了後にFAとなる。
1989年、春季キャンプでテストを受けヤクルトスワローズに入団。ストッパーとして期待されたが、この年4月9日の対巨人開幕第2戦（東京ドーム）で3対3で迎えた9回裏に来日初登板するも無死満塁のピンチを作り、原辰徳の打席で捕手の秦真司が後逸してサヨナラ負け（記録はアイケルバーガーの暴投）、敗戦投手となる。なお、これについては、「捕手のはるか手前でワンバウンド」したと書くメディアがあるが、実際は内角高めのボールである。
その後も振るわず、他にラリー・パリッシュと郭建成が在籍しており当時外国人支配下登録枠が3名という制約があった下で、スワローズが新たにロン・デービスを獲得するため結局5月20日に解雇された。球団史上最短の解雇選手となる。帰国後はマイナーリーグで投手コーチを務めている。
日本では全く活躍できなかったが、「日本プロ野球記録大百科」（日本野球機構発行）のプロ在籍全投手のトップに掲載されていたり、当時の日本プロ野球史上最長の登録名（他にレオン・マックファーデン、ベニー・ディステファーノ、ティム・マッキントッシュ、エリック・シュールストロム、ディーン・ハートグレイブス、ブライアン・ファルケンボーグの6名がタイ。2020年に9文字のコーリー・スパンジェンバーグが西武に、2021年にケビン・シャッケルフォードが横浜に入団した為現在は3位タイ）だったりと、在籍期間の短さと反比例して話題の多い選手だった。

## エピソード
- 入団の経緯は、当時の監督だった関根潤三が自身のラジオ番組にて、「名前がおもしろくて獲ったんだよねー、なんて言ったっけ？開幕で暴投してすぐいなくなっちゃった。」と発言している。

- 開幕前に川崎球場で行われたロッテ・オリオンズとのオープン戦でリリーフとして登板。当時、川崎球場は電光掲示板ではなく、ましてアイケルバーガーは春季キャンプ途中でのテスト入団の為、同選手の掲示板が用意されておらず、8文字の長い名前をどのように表示するのか注目を集めた。球場職員も悩んだようで、登板して3人目の打者を迎えるまで、選手名が掲示されない状況が続き、結局掲示板にチョークで大書きされたのは、「バーガー」の4文字であり、ロッテファンから大爆笑されたのは言うまでもなく、「マクドナルド」「ビッグマック」など嘲りの野次が飛んだ。その後、連打を浴びて失点。試合も逆転負けとなってしまった。また、野球中継では、テレビ局によっては長い名前でテロップが表示できず、「アイケル」と表示した例もあった。新聞では朝日新聞が「※アイケル=アイケルバーガー」と断りを入れたうえでアイケルと表示していた。

## 詳細情報

### 年度別投手成績
| 年 度    | 球 団    | 登 板 | 先 発 | 完 投 | 完 封 | 無 四 球 | 勝 利 | 敗 戦 | セ 丨 ブ | ホ 丨 ル ド | 勝 率 | 打 者 | 投 球 回 | 被 安 打 | 被 本 塁 打 | 与 四 球 | 敬 遠 | 与 死 球 | 奪 三 振 | 暴 投 | ボ 丨 ク | 失 点 | 自 責 点 | 防 御 率 | W H I P |
| -------- | -------- | ----- | ----- | ----- | ----- | -------- | ----- | ----- | -------- | ----------- | ----- | ----- | -------- | -------- | ----------- | -------- | ----- | -------- | -------- | ----- | -------- | ----- | -------- | -------- | ------- |
| 1978     | SD       | 3     | 0     | 0     | 0     | 0        | 0     | 0     | 0        | --          | ----  | 17    | 3.1      | 4        | 0           | 2        | 0     | 0        | 2        | 0     | 1        | 4     | 4        | 12.00    | 1.80    |
| 1979     | SD       | 3     | 3     | 1     | 0     | 0        | 1     | 1     | 0        | --          | .500  | 83    | 21.0     | 15       | 1           | 11       | 1     | 0        | 12       | 1     | 2        | 10    | 8        | 3.43     | 1.24    |
| 1980     | SD       | 15    | 13    | 0     | 0     | 0        | 4     | 2     | 0        | --          | .667  | 377   | 88.2     | 73       | 8           | 55       | 4     | 1        | 43       | 3     | 3        | 41    | 36       | 3.64     | 1.44    |
| 1981     | SD       | 25    | 24    | 3     | 1     | 1        | 8     | 8     | 0        | --          | .500  | 615   | 141.1    | 136      | 5           | 74       | 5     | 3        | 81       | 5     | 5        | 60    | 55       | 3.51     | 1.49    |
| 1982     | SD       | 31    | 24    | 8     | 0     | 2        | 7     | 14    | 0        | --          | .333  | 771   | 177.2    | 171      | 23          | 72       | 5     | 2        | 74       | 7     | 3        | 98    | 83       | 4.20     | 1.37    |
| 1983     | CLE      | 28    | 15    | 2     | 0     | 1        | 4     | 11    | 0        | --          | .267  | 577   | 134.0    | 132      | 10          | 59       | 3     | 2        | 56       | 9     | 0        | 80    | 73       | 4.90     | 1.43    |
| 1988     | ATL      | 20    | 0     | 0     | 0     | 0        | 2     | 0     | 0        | --          | 1.000 | 165   | 37.1     | 44       | 3           | 10       | 2     | 0        | 13       | 0     | 0        | 19    | 16       | 3.86     | 1.45    |
| 1989     | ヤクルト | 8     | 0     | 0     | 0     | 0        | 0     | 3     | 0        | --          | .000  | 39    | 7.2      | 9        | 0           | 7        | 1     | 0        | 6        | 2     | 0        | 6     | 6        | 7.04     | 2.09    |
| MLB：7年 | MLB：7年 | 125   | 79    | 14    | 1     | 4        | 26    | 36    | 0        | --          | .419  | 2605  | 603.1    | 575      | 50          | 283      | 20    | 8        | 281      | 25    | 14       | 312   | 275      | 4.10     | 1.42    |
| NPB：1年 | NPB：1年 | 8     | 0     | 0     | 0     | 0        | 0     | 3     | 0        | --          | .000  | 39    | 7.2      | 9        | 0           | 7        | 1     | 0        | 6        | 2     | 0        | 6     | 6        | 7.04     | 2.09    |

- 各年度の太字はリーグ最高

### 記録
MLB
- 初登板：1978年9月7日、対シンシナティ・レッズ15回戦（リバーフロント・スタジアム）、5回裏に3番手で救援登板、1回無失点
- 初先発：1979年9月15日、対アトランタ・ブレーブス18回戦（サンディエゴ・スタジアム）、5回5失点で敗戦投手
- 初勝利・初完投：1979年9月21日、対ロサンゼルス・ドジャース16回戦（サンディエゴ・スタジアム）、9回1失点
- 初完封：1981年5月12日、対ニューヨーク・メッツ5回戦（ジャック・マーフィー・スタジアム）

NPB
- 初登板：1989年4月9日、対読売ジャイアンツ2回戦（東京ドーム）、9回裏から3番手で救援登板、0/3回1失点で敗戦投手

### 背番号
- 33 （1978年 - 1980年）
- 13 （1981年 - 1983年、1988年）
- 49 （1988年）
- 16 （1989年）